# Герб Паредеша
Ге́рб назва — офіційний символ міста Паредеш, Португалія. Використовується як територіальний герб. У срібному щиті зелена яблуня із золотими яблуками і чорним стовбуром. Вона росте на зеленій землі, промальованій чорним. Стовбур обвивають дві зелені виноградні лози, що так само ростуть із землі. На їхніх кінцях два пурпурні виноградні грона із зеленим листям, які звисають обабіч яблуні. Щит увінчує срібна мурована міська корона з п'ятьма вежами.  Під щитом біла стрічка, на якій великими літерами напис португальською: «cidade de Paredes» (місто Паредеш).  Офіційно затверджений 14 лютого 1935 року.  

## Галерея

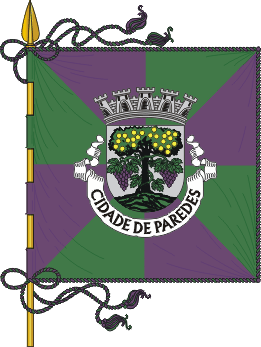
Прапор